# Carl Berger (präst)
Carl Johan Berger, född den 14 februari 1865 i Tånnö församling, Jönköpings län, död den 25 april 1939 i Kalmar, var en svensk präst. Han var svärfar till Rikard Sterner.
Efter studier vid Lunds privata elementarskola blev Berger student vid Lunds universitet 1888, där han avlade teologisk-filosofisk examen 1890. Han blev därefter student vid Uppsala universitet, där han avlade teoretisk teologisk examen 1892 och praktisk teologisk examen 1893. Berger prästvigdes 1893 av biskop Pehr Sjöberg för Kalmar stift, där han blev komminister i Bäckebo församling 1900. Samma år avlade han folkskollärarexamen i Växjö. Berger blev kyrkoherde i Ås och Ventlinge församlingar 1917 och prost i Ölands södra kontrakt 1927. Han blev emeritus 1935. Berger vilar på Ventlinge kyrkogård på Öland.